# انعدام اليد
انعدام اليد أو اللايدويَّة أو غيبة اليد أو اليدين هي غيابٌ خلقي لإحدى اليدين أو كلتيهما.

## الأسباب
قد يحدث انعدام اليد في عددٍ من الحالات، وتشمل:
- متلازمة الشريط السلوي، خصوصًا إذا كانت أحاديَّة الجانب
- متلازمة كورنيليا دي لانج
- متلازمة هيدانتوين الجنينية
- سلس الصباغ